# Walkenried
Walkenried er en by og kommune i det centrale Tyskland med godt 2.250 indbyggere (2013), beliggende under Landkreis Göttingen, i den sydlige del af delstaten Niedersachsen. Landskabsmæssigt er kommunen beliggende i den sydvestlige ende af Harzen. Den var tidligere administrationsby i samtgemeinden (kommunefællesskabet) Samtgemeinde Walkenried, men denne blev lagt sammen med to andre kommuner Wieda og Zorge og gjort til en samlet kommune med navnet Walkenried.

## Geografi
Walkenried er beliggende ved floden Wieda. Indtil Tysklands genforening lå Walkenried lige ved jerntæppet, der delte Tyskland i Øst- og Vesttyskland. Grænsen passerede lige syd for kommunen. Walkenried er desuden en statsanerkendt kurby.

### Nabokommuner
- Ellrich 3 km
- Wieda 5 km
- Bad Sachsa 6 km
- Bad Lauterberg 16 km
- Nordhausen 18 km